# Associació Espanyola de Normalització i Certificació
L'Associació Espanyola de Normalització i Certificació (Asociación Española de Normalización y Certificación, AENOR) és una entitat dedicada al desenvolupament de la normalització i la certificació (N+C) en tots els sectors industrials i de serveis.

## Descripció i funcions
AENOR és una institució espanyola, privada, independent, sense ànim de lucre, que contribuïx, mitjançant el desenvolupament d'activitats de normalització i certificació (N+C) a millorar la qualitat en les empreses, els seus productes i serveis, així com a protegir el medi ambient i, amb això, el benestar de la societat. Està reconeguda en els àmbits nacional, comunitari i internacional per al desenvolupament de les seves activitats, i acreditada per diferents organismes d'acreditació, entre ells l'Entitat Nacional d'Acreditació (ENAC). Va ser designada per a això per l'Ordre del Ministeri d'Indústria i Energia, de 26 de febrer de 1986, d'acord amb el Reial decret 1614/1985 i reconeguda com a organisme de normalització i per a actuar com entitat de certificació pel RD 2200/1995, en desenvolupament de la Llei 21/1992, d'Indústria (sempre parlant de legislació espanyola).
Les funcions d'AENOR són: 
1. Elaborar normes tècniques espanyoles (UNE) amb la participació oberta a totes les parts interessades i representar a l'Estat espanyol en els diferents organismes de normalització regionals i internacionals.
2. Certificar productes, serveis i empreses.

Així mateix, AENOR desenvolupa activitats de: 
1. Formació.
2. Cooperació internacional.

## Història
Fins a la seva creació les tasques de normalització eren responsabilitat de l'Institut de Racionalització i Normalització (IRANOR), entitat pública creada el 1945 dependent del Centre Superior d'Investigacions Científiques.
| Fites | |
| ----- | --- |
| 1986  | Creació d'AENOR |
| 1987  | Primera norma UNE editada |
| 1988  | Primer certificat de Marca N de Producte                                                                                              |
| 1989  | Primer certificat de sistema de gestió de la qualitat                                                                                 |
| 1990  | Primer projecte de Cooperació Internacional                                                                                           |
| 1992  | Creació del Centre de Formació |
| 1993  | Obertura de la primera delegació, al País Basc, i de l'Agència d'AENOR a Andalusia                                                    |
| 1995  | Primer certificat de Sistema de Gestió Ambiental                                                                                      |
| 1996  | AENOR, primera entitat espanyola acreditada per l'Entitat Nacional d'Acreditació (ENAC)                                               |
| 1997  | Obertura d'AENORMèxic |
| 1999  | Creació del CEIS (Centre d'Assajos, Innovació i Serveis)                                                                              |
| 2001  | Creació d'AENORinternacional |
| 2002  | Primer certificat de sistemes de gestió en R+D+I                                                                                      |
| 2004  | Primer certificat de sistemes de gestió en seguretat i salut laboral                                                                  |
| 2005  | Acreditació per les Nacions Unides com a Entitat Operacional Designada – Protocol de Kyoto. Primera entitat espanyola a aconseguir-ho |
| 2008  | Creació d'AENORlaboratori |
| 2009  | Obertura de l'última delegació, Castella-la Manxa. AENOR present a les 17 comunitats autònomes                                        |
| 2010  | Obertura de seus a l'Equador, la República Dominicana i el Marroc.                                                                    |

## Participació en els organismes internacionals i regionals de normalització
AENOR és el membre espanyol de les següents organitzacions internacionals de normalització: 
- Organització Internacional per a la Normalització (ISO)[5]
- Comissió Electrotècnica Internacional (IEC)

Així mateix, en l'àmbit europeu, AENOR és el membre espanyol en els següents organismes de normalització reconeguts: 
- Comitè Europeu de Normalització (CEN)
- Comitè Europeu de Normalització Electrotècnica (CENELEC)

I és l'organisme nacional espanyol de normalització davant l'Institut Europeu de Normalització de les Telecomunicacions (ETSI).